# Tre Colli
Tre Colli (già Tracolle) è una frazione del comune italiano di Calci, nella provincia di Pisa, in Toscana.

## Geografia fisica
Tre Colli è situato a 225 m sul livello del mare sulle alture del Monte Serra dei Monti Pisani, lungo la via dei Tre Colli, strada vicinale che si distacca dalla strada provinciale 56 in località Tiricella. Il paese è attraversato dal torrente Zambra di Calci (5 km) nel punto in cui vi si immette il piccolo corso d'acqua del botro Semolatico (2 km). A ovest della località scorre invece il botro della Pucella (1 km), che si unisce anch'esso allo Zambra poco più a sud prima di Castelmaggiore. Ad est il paese è sovrastato, oltre che dalla vetta del Monte Serra, dalle altre due maggiori cime del massiccio montuoso, il monte Cascetto (902 m) e il monte Pruno (872 m).
La frazione dista poco più di 3 km dal capoluogo comunale e circa 14 km da Pisa.

## Storia
Il borgo di Tracolle (dal latino "intra colles") risale al periodo altomedievale, probabilmente all'XI secolo, periodo al quale pare risalire l'ex chiesa parrocchiale di Tre Colli, intitolata a san Bartolomeo almeno dal XIII secolo. Nel 1288 il borgo fu attaccato dai Pisani, che ne abbatterono le mura: sopravvive oggi solo il basamento di una delle torri sul quale è stato riedificato il campanile della chiesa, poi divenuta santuario con il titolo della Madonna delle Grazie. A Tre Colli è documentata la presenza di un'altra chiesa oggi scomparsa, la chiesa di Santa Maria di Culminezza, attestata al 1082 e unita a San Bartolomeo nel XVI secolo.
La frazione contava 199 abitanti nel 1833.

## Monumenti e luoghi d'interesse
- Santuario della Madonna delle Grazie, principale edificio di culto della frazione, si trattava di una delle sedici chiese medievali succursali della pieve dei Santi Giovanni ed Ermolao ed aveva il titolo di San Bartolomeo, attestato al 1153.[6] Il campanile delle chiesa è stato realizzato sulle rovine di una delle torri della cinta muraria del borgo di Tracolle. All'interno sono conservati un crocifisso ligneo del XIV secolo e pregevoli sculture del XVI secolo.